# Urapteroides astheniata
Urapteroides astheniata är en fjärilsart som beskrevs av Achille Guenée. Urapteroides astheniata ingår i släktet Urapteroides och familjen Uraniidae. Inga underarter finns listade i Catalogue of Life.

## Bildgalleri

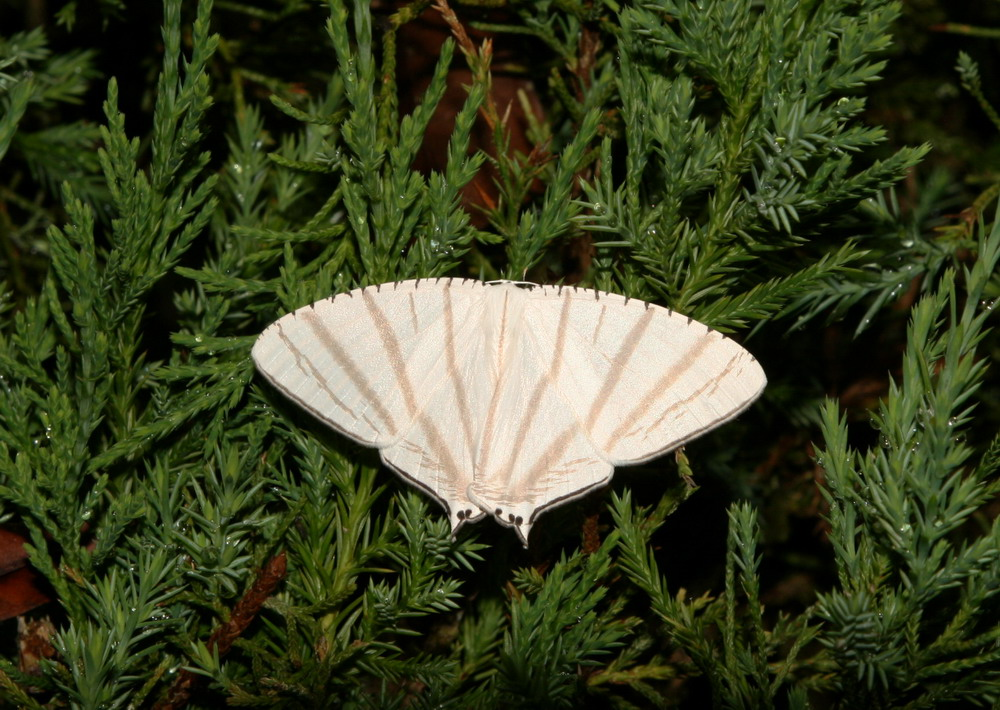
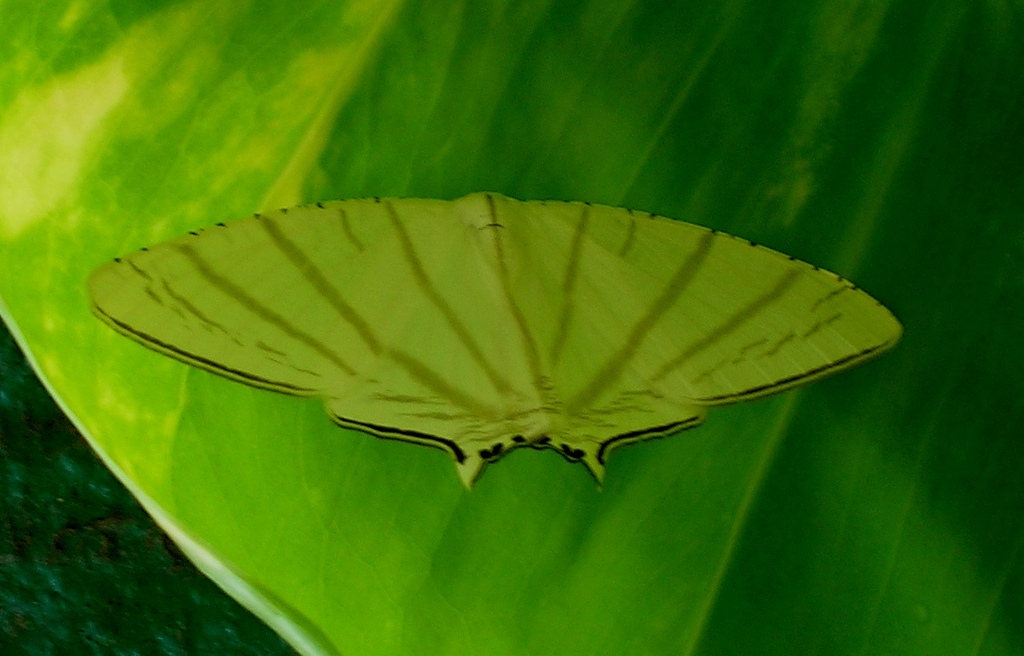